# Ołeksandr Zacharow
Ołeksandr Wiktorowycz Zacharow, ukr. Олександр Вікторович Захаров, ros. Александр Викторович Захаров, Aleksandr Wiktorowicz Zacharow (ur. 11 sierpnia 1969, Rosyjska FSRR) – ukraiński piłkarz pochodzenia rosyjskiego, grający na pozycji pomocnika.

## Kariera piłkarska

### Kariera klubowa
W 1989 rozpoczął karierę piłkarską w klubie Iskra Smoleńsk, skąd w następnym roku przeszedł do Dinama Moskwa. We wrześniu 1991 został zaproszony do Dnipra Dniepropetrowsk. 7 marca 1992 roku debiutował w Wyszczej Lidze w meczu z Zorią Ługańsk (2:0), w którym strzelił debiutowego gola. Jesienią 1996 bronił barw Krywbasa Krzywy Róg. W 1997 wyjechał do Izraela, gdzie rozegrał 2 mecze w składzie klubu Hapoel Beer Szewa. Latem 1998 powrócił do Dnipra, a potem występował w rosyjskim Kristałł Smoleńsk oraz białoruskim Tarpeda-MAZ Mińsk. W 2001 bronił barw amatorskiej drużyny Stal Dnieprodzierżyńsk. W 2002 zakończył karierę piłkarską w zespole Torpedo Zaporoże.

## Sukcesy i odznaczenia

### Sukcesy klubowe
- wicemistrz Ukrainy: 1993
- brązowy medalista Mistrzostw Ukrainy: 1992, 1995

### Odznaczenia
- tytuł Mistrza Sportu ZSRR: 1991